# ورزشگاه کارایسکاکیس
ورزشگاه کارایسکاکیس (به یونانی: ήπεδο Καραϊσκάκης) ورزشگاهی در شهر آتن و ورزشگاه خانگی تیم ملی فوتبال یونان و باشگاه فوتبال المپیاکوس است.
این ورزشگاه که در سال ۱۸۹۶ میلادی ساخته شده در سال ۲۰۰۴ به صورت کامل بازسازی شده و ظرفیت آن ۳۲٬۱۱۵ است.
ورزشگاه کارایسکاکیس میزبان فینال جام در جام اروپا ۱۹۷۱ بوده‌است.